# Santos Football Club
Le Santos Football Club est un club de football burkinabè basé à Ouagadougou, fondé en 1977.

## Histoire
Le Santos Football Club de Ouagadougou a été créé le 10 avril 1977 sous l’initiative de Feu Tiékoura Wandaogo à la suite de la fusion de plusieurs équipes du quartier Zangouetin (un quartier de Ouagadougou démoli et qui a fait place à la ZACA où poussent de nombreux immeubles). A ses débuts, la principale activité était le football mais dès 1988-89, il devint un club omnisports auquel s’ajoute le basket-ball. De 1979 à 1995, le Santos FC s’illustre dans les petites catégories du football avec un palmarès éloquent. 
En 1995. Le Santos Football Club de Ouagadougou remonte en première division et déroule son jeu. Il est le cauchemar de plusieurs clubs du Faso foot . Durant sa présence dans l’élite du football jusqu’à sa relégation en Deuxième Division à l’issue de la saison 2017-2018.
Le club joue dans le championnat du Burkina (première division). Sa meilleure performance est une deuxième place en 2013. 
il a été relégué en Deuxième division à l’issue de la saison 2017-2018. 

## Anciens joueurs
- Jonathan Pitroipa, ancien international burkinabè, meilleur joueur de la coupe d’Afrique des Nations 2013
- Aristide Bancé, ancien attaquant des Etalons du Burkina et promoteur du centre de formation Mayence 05 (basé à Jacqueville, en Côte d’Ivoire)
- Adama Dembélé, ancien international burkinabè
- Saïdou Madi Panandétiguiri, ancien défenseur des Etalons du Burkina et propriétaire de l'AS PANANDE en D3 du championnat du Burkina de football
- Mahamoudou Kere  ancien capitaine des Etalons
- Soumaïla Tassembédo, ancien défenseur des Etalons du Burkina
- Alassane Ouédraogo ancien attaquant international burkinabè et de Royal Charleroi
- Zéphirin Soré médaillé de bronze à la coupe du monde des moins de 17 ans en 2001 en Nouvelle Zélande
- Jeannot Bouyain Ayissoudou médaillé de bronze à la coupe du monde des moins de 17 ans en 2001 en Nouvelle Zélande
- Abdoul Rachid Compaoré dit Louanga, reconverti en entraîneur de gardiens de buts
- Sié Clovis Kambou (reconverti dans la restauration en France)
- Toussaint Natama
- Dieudonné Papus Minoungou « Monsieur 1 but par match » qui a fait les beaux jours des Etalons
- Ibrahim Kano dit La Clé
- Armel Ouédraogo
- Mahamoudou Bello
- Hamado Kassi Ouédraogo dit « Hamado Crochet »
- Issoufou Kouanda dit Maçon
- Hamado Sakandé
- Olivier Ouandaogo
- Mahamoudou Ouédraogo
- Drissa Baga
- Issa Gouo
- Lassané Baga dit Santè
- Salif Cissé
- Mathieu Traoré
- Feu Landry Gorogo,
- Hamidou Kéré médaillé de bronze à la coupe du monde U17 de 2001
- Ousmane Dabré dit M’Bemba
- Malick Nignan
- Marie Hyacinthe Kaboré
- Moumouni Manacouni
- Abdramane Ouédraogo
- Serge Bouyain
- Emmanuel Nana
- Issouf Kouanda dit Maçon
- Mohamadi Ilboudo

## Palmarès
- Championnat du Burkina Faso
  - Vice-champion : 2013

- Championnat du Burkina Faso D2
  - Champion : 1986, 1991, 1992